# Leon Knap
Leon Knap (* 1. Mai 1911 in Kranjska Gora, Österreich-Ungarn, heute Teil von Slowenien; † unbekannt) war ein jugoslawischer Skilangläufer.
Knap belegte bei den Nordischen Skiweltmeisterschaften 1935 in Vysoké Tatry den 53. Platz über 18 km und den neunten Rang mit der Staffel und bei den Olympischen Winterspielen 1936 in Garmisch-Partenkirchen den 44. Platz über 18 km, den 21. Rang und zusammen mit Avgust Jakopič, Alojz Klančnik und Franc Smolej den zehnten Platz in der Staffel. Im folgenden Jahr errang er bei den Nordischen Skiweltmeisterschaften in Chamonix den 38. Platz über 18 km und den siebten Platz mit der Staffel.